# Végbélsipoly
A végbélsipoly (fistula ani) a végbél üregét a külvilággal összekötő járat. Bizonyos esetekben a járat vakon is végződhet. Kialakulásáért a végbél üregébe nyíló mirigyek gyulladása okolható, ilyenkor elsődleges, valódi sipolyról beszélünk (cryptoglanduláris eredet). Leggyakrabban végbéltályogként jelentkezik, melynek gyógyulása után cca. 50% eséllyel sipoly marad fenn. Kialakulhat sipoly más betegségek szövődményeként, mint a Crohn betegség, egyéb gyulladások, daganatok, de sebészeti beavatkozások után is képződhet.
A sipoly latin neve fistula, mely azt jelenti cső, síp. A végbélsipoly esetében ez a cső egy kóros összeköttetést jelöl a végbél, és általában a külső felület, a bőr között.
A végbélsipoly kialakulásáért általában a bélfal izomrétegei között, ritkábban még ennél is mélyebben elhelyezkedő a végbél üregébe nyíló mirigyek gyulladása a felelős. Normál esetben ezek a mirigyváladékok spontán a végbélbe ürülnek, és a széklet útjának síkosításáért felelnek. Amikor ez eltömődik, bezáródik, a váladék nem tud kiürülni, és felgyülemlik. Ez az elsődleges, valódi sipoly a cryptoglanduláris eredet. A pangásból kialakuló gyulladás következményeképp felgyülemlő genny igyekszik eltávozni a végbél körüli szövetekben, és eközben járatokat alakít ki magának. Leggyakrabban végbéltályogként jelentkezik, melynek kifakadása után 30-40% eséllyel sipoly marad fenn.

## Tünetek
A végbélsipoly tünetei:
- különböző mennyiségű bélnedv, vér/genny ürülés a sipoly nyílásból
- bőrirritáció az állandó nedvezés miatt
- az irritált területen csípő, fájdalmas érzés
- az állandó jellemzően sárga váladék kellemetlen szagú, bűzös is lehet

Lelkileg is nagyon megterhelő egy sipollyal együtt élni. Folyamatosan attól rettegni, hogy átüt a ruházaton a váladék, nem egy leányálom (vagy akár fiúálom). Arról nem is beszélve, hogy ez egy életmódváltozással is együtt jár, hiszen folyamatosan kezelésekre kell járni, otthon is kezelni kell. Mindez persze a beteg hangulatára is kihat, hiszen folyamatosan levert, ingerlékeny ezek miatt.

## Vizsgálata[1]
A vizsgálat többféleképpen zajlik. A vizsgálathoz szükséges eszközök és maga a vizsgálat is attól függ, hogy hol helyezkedik el a sipoly. A cél a sipoly járatának útvonalát felkutatni, és a belső nyílás elhelyezkedését meghatározni.
Amikor a sipoly jól látható, tapintható, felszínes, a bőr közelében fut, a vizsgálathoz elegendő egy vékony fém szonda. A külső járaton keresztül bevezeti a szondát az orvos a sipolyba, és megnézi, hova vezet, milyen mélyen fekszik, milyen izmot fúrt át. A végbélben egy ujjal jól tudja belülről tapintani a szonda végét. Elágazó sipolynál ez a technika már nem célravezető. Ilyenkor végbélultrahang vagy MR vizsgálat a megoldás.
Másik egyszerű vizsgálati módszer, amikor helyi érzéstelenítővel kombinálva érzéketlenné teszik a területet. A kivezető nyílásba bevezetett szondával vagy injekciós tűn keresztül levegőt, hidrogénperoxidot vagy metilénkék oldattal festett folyadékot befecskendezve ellenőrzik hol távozik, így gyorsan fellelhető a járat másik vége.
Amennyiben a sipoly magasan helyezkedik el, a végbél mellett futva magasan fölterjed és áttör a végbél záróizmain is, ujjal a végbél felől nem érhető el. Itt a szonda nem megfelelő eszköz. Képalkotó pl. röntgen (RTG) eljárással könnyen meghatározható a helye. Ez a módszer kitűnően kirajzolja a sipoly elágazásait, viszont, körülményes és a záróizomhoz való viszonya nem tisztázható.

## Kezelése[3]
Kezelésének klasszikus módja az, hogy a cső falát egyszerűbb, felületesebb esetben (ahol a záróizom szinte nem is érintett, túlnyomó részt ezzel találkozunk) hosszában megnyitják, hogy a benne lévő pangó váladék szabadon kiürülhessen és a gyógyulás meginduljon.
A hosszabb, mélyebbre hatoló járatoknál, hogy a felvágásnál történő záróizomsérülést elkerüljék, a járat falát kimetszik, és az utánpótlás elkerülésére a belső nyílást zárják, a külsőt nyitva hagyva biztosítják a tiszta sarjadást, gyógyulást. Tehát minden esetben a váladék utánpótlásának és pangásának megakadályozása a cél, amely a gyulladást és a járatot fenntartja.

#### Műtéti úton történő kezelés:[4]
A műtéti megoldás kiválasztása mindig előzetes fizikális, szükség esetén képalkotó vizsgálat eredményére támaszkodva történik. Az, hogy az orvos mikor milyen megoldásra törekszik, a sipoly elhelyezkedésétől, a környezet (izmok, idegek, bél, erek) érintettségétől, és az orvos tapasztalatától, meggyőződésétől függ.
Ennek megfelelően a következő módok lehetnek:
1. Fibrin ragasztós sipoly műtéti eljárás
2. Gumicsík áthúzása, csomózása
3. Setonos – fonalas drenálás
4. Sipoly dugó (fistula plug)
5. LIFT sipoly műtét: Ligation of the Intersphincteric Fistula Tract
6. Flap plasztika
7. Magas sipolyok vágó fonallal való műtéte (Hippocrates-módszer)

## A történelemben[5]
Az orvostudományban sokáig alulbecsülték, alsóbbrendűnek tartották a sebészeket. Ennek pont egy végbélsipoly vetett véget. Ugyanis a Napkirály, XIV. Lajos szenvedett ebben a betegségben. A király gyógyítását úgy végezték, hogy a hasonló betegségben szenvedő alattvalón végeztek kísérleteket a különféle gyógymódokkal, és ami bevált, utána azt alkalmazták a királynál is.
Először egy fürdőbe küldték ezeket a végbélsipolyos közrendűeket, majd amikor ez eredménytelennek bizonyult, akkor egy udvari sebész (Félix) műtétet javasolt. A végbélcsatorna és a sipoly közti válaszfal átvágásával szándékozott megszüntetni a gyulladást és a fájdalmat. Természetesen ezt a módszert is első körben az alattvalókon végezték el. Mivel itt sikert ért el a sebész, így következhetett a király. Ez nagy sikert aratott akkoriban, ezzel megnőtt a sebészek tekintélye.